# Puerto Varas
Puerto Varas is een gemeente in de Chileense provincie Llanquihue in de regio Los Lagos. Puerto Varas telde 44.578 inwoners in 2017.

## Stedenbanden
- San Carlos de Bariloche (Argentinië)[1]
- Gramado (Brazilië)[2]
- Maldonado (Uruguay)[3]
- Rio de Janeiro (Brazilië)[4]
- Abbottabad (Pakistan)[3]